# Zoopsis monodactyla
Zoopsis monodactyla là một loài rêu tản trong họ Lepidoziaceae. Loài này được (Spruce) Stephani miêu tả khoa học lần đầu tiên năm 1908.